# Patrick Côté (Biathlet)
Patrick Côté (* 6. Februar 1985 in Grand-Sault) ist ein ehemaliger kanadischer Biathlet.
Patrick Côté lebt in Canmore und startet für Biathlon NB. Seine Trainer waren bislang Matthias Ahrens, Richard Boruta und Roger Archambault. 1998 kam er mit Wintersport in Kontakt, als er als damals aktiver Radsportler eine Trainingssportart für den Winter suchte. Schnell wechselte er ganz zum Wintersport und startete 2000 erstmals in einem Biathlon-Rennen. Zwischen 2001 und 2003 wurde er dreimal in Folge Biathlon-Meister von New Brunswick. 2004 startete er auch bei den Skilanglauf-Meisterschaften Kanadas und wurde über 30 Kilometer Sechster. Bei den Kanadischen Biathlon-Meisterschaften des Jahres gewann er Gold mit der Staffel. Im Jahr darauf wurde er in Edmonton Dritter in Sprint und Massenstart. 2005 war auch das Jahr seiner ersten internationalen Auftritte. In Kontiolahti trat er bei seinen einzigen Junioren-Weltmeisterschaften an. Bestes Ergebnis in einem Einzelrennen war Platz elf im Einzel. Mit der Staffel, zu der neben Côté auch Jaime Robb, Nathan Smith und Jean-Philippe Leguellec gehörten, gewann er hinter Deutschland und Frankreich überraschend die Bronzemedaille. Aufgrund seiner guten Leistungen wurde er zum Kanadischen Biathleten des Jahres gewählt. Bei den kanadischen Meisterschaften 2006 in Valcartier verpasste er als Vierter in Sprint und Einzel knapp Medaillen.
2007 debütierte Côté in Cesana San Sicario als 25. in einem Einzel im Biathlon-Europacup. Nur wenig später wurde er in Pokljuka auch erstmals im Biathlon-Weltcup eingesetzt (89. im Sprint). Während er häufig im Europacup lief und beispielsweise als Achter der Verfolgung von Nové Město na Moravě gute Ergebnisse erreichte, wurde der Franko-Kanadier in der Saison 2007/08 nur einmal in einem Staffelrennen (14. in Pokljuka) eingesetzt. Besser begann die Saison 2008/09. Beim ersten Saisonrennen, einem Einzel in Östersund, lief Côté auf Platz 64. Wenige Monate zuvor gewann er bei den Nordamerikanischen Meisterschaften im Skiroller-Biathlon 2008 in allen drei Rennen die Bronzemedaillen.

## Biathlon-Weltcup-Platzierungen
Die Tabelle zeigt alle Platzierungen (je nach Austragungsjahr einschließlich Olympische Spiele und Weltmeisterschaften).
- 1.–3. Platz: Anzahl der Podiumsplatzierungen
- Top 10: Anzahl der Platzierungen unter den ersten zehn (einschließlich Podium)
- Punkteränge: Anzahl der Platzierungen innerhalb der Punkteränge (einschließlich Podium und Top 10)
- Starts: Anzahl gelaufener Rennen in der jeweiligen Disziplin

| Platzierung         | Einzel | Sprint | Verfolgung | Massenstart | Staffel | Gesamt |
| ------------------- | ------ | ------ | ---------- | ----------- | ------- | ------ |
| 1. Platz            |        |        |            |             |         |        |
| 2. Platz            |        |        |            |             |         |        |
| 3. Platz            |        |        |            |             |         |        |
| Top 10              |        |        |            |             |         |        |
| Punkteränge         |        |        |            |             | 1       | 1      |
| Starts              | 1      | 2      |            |             | 1       | 4      |
| Stand: Karriereende |        |        |            |             |         |        |